# Egy régi udvarház utolsó gazdája

Az Egy régi udvarház utolsó gazdája Gyulai Pál kisregénye, melynek első része először a Magyar Posta című lap mutatványszámában jelent meg 1857-ben, majd 1867-ben, többszöri átdolgozás után napvilágot látott a teljes szöveg a Vázlatok és képek című elbeszéléskötetben, Pfeifer Ferdinánd kiadásában. Önálló kiadásban először 1884-ben jelent meg. Országra szóló sikert aratott. A Beszterce ostroma őseként szokás emlegetni, ez mutatta be először a szabadságharc utáni nemesség haláltusáját. Főszereplője Radnóthy Elek, aki az 1848 előtti liberalizmusnak a képviselője. Világos után belecsöppen az önkényuralmi rendszerbe, amelyben nem tud élni. A mű legfőbb érdeme a főhős mély jellemábrázolása.

## Történet
|  | Alább a cselekmény részletei következnek! |

Radnóthy Elek udvarháza volt a leghíresebb Erdélyben a Kis-Küküllő mentén. De ez már a múlté lett. Radnóthy 1848 őszén Kolozsvárott tartózkodott, de megbetegedett ezért csak 1850-ben tért vissza Erdélybe. Ez idő alatt a forradalom miatt hatalmas pusztítások történtek, ami udvarházát sem kímélte.  Érkezésekor alig ismert házára és szolgáira. Nagyon sok minden változott távolléte alatt. Régi tiszttartóját megölték, az újat, pedig elüldözte, mert nem bízott benne.
Az öreg Radnóthy napjai ugyanúgy teltek, nem tudta megszokni a lepusztult környezetet.Hánykódott a múlt és jelen között.  A múlt volt a menedéke. Hiszen a jelenben udvarházának szobái leromlottak, por emésztette őket. Még felesége halálának emléke is újra éledt benne. Radnóthyt még vendégei sem tudták kizökkenteni búskomorságából, sőt szégyenkezett előttük elszegényedése miatt. Olykor-olykor nagy hévvel hozzákezdett birtoka, gazdasága rendezéséhez, de kevés kitartással és eltekintve a kor változásaitól. Nagy fejtörést okozott még neki elküldött tiszttartója, aki perrel fenyegette.
Az alispán egyre többet gondolt a halálra, félt, hogy vele megszakad a híres család vérvonala. Fiáról, Gézáról régóta nem hallott. Ő a magyar hadseregben szolgált. Gyakran siratta, mint foglyot, és mint elesettet. Lánya Erzsi két éve Bécsben él nagynénjével, hogy gyakorolja a német nyelvet és világot lásson. Egy nap mindkét gyermekéről hírt kapott levélben. Az ezredesnétől kapja az egyiket, aki sajnálkozik, hogy sógora leveleit a rossz posta miatt csak most kapta meg és részvétet nyilvánít testvére Radnóthyné halála miatt. Majd közli, hogy Erzsivel együtt nyáron indul hozzá Erdélybe és ott töltik az őszt. Erzsi csak egy mellékelt levelet küldött apjának, amiben pénzt kért báli ruhára.. A másik levél Géza egy barátjától érkezik. Elmondja, hogy Géza még beteg, de már jól van és pénzre van szüksége. Ezek után Radnóthy mindent elkövetett, hogy mind két gyermeke számára elég pénzt tudjon szerezni, pedig jövedelme a költségeit is alig fedezte. Közben féltette birtokát, melynek néhány részét elfoglalták. Visszaszerzésük pedig rögeszméjévé váltak. Leginkább régi kertészére haragudott, aki ugyancsak elfoglalt egy kis részt földjéből és meglopta. Egyik nap Radnóthy felfegyverezte cselédjeit talált eszközökkel és így indult a  kertész ellen. De a csendőrök elfogták és két hónapig benn tartották.  Kezességre hivatkozva haza térhetett, de a pere nem zárult le. Sőt nem csak egy pere volt.  Közben megbetegedett. Sógornője és Kahlenberg kapitány próbált kapcsolatokon keresztül segíteni neki. Ezek után állandóan szobájában ült és írt. Egy hivatalos küldeményét visszaküldték, mert nem a hivatalos német nyelven irt. Ettől a hírtől csak még jobban elhagyta magát. Erzsi és az ezredesné megérkezése sem hozott vidámságot életébe. A lány teljesen megváltozott. Apa nem ismert lányára, lánya pedig apjára. Az öreg alispán még az ezredesnével is összeveszett. Ettől az időtől az udvarház veszekedések színhelye lett. Lányától eltávolodott a főhős. Hiszen Erzsi többet beszélte a német, mint a magyar nyelvet. A költségek napról napra csak növekedtek. Az apa kénytelen volt időnként eladni erdőiből. És az sem tetszett Radnóthynak, hogy azért jött a lány és a sógornője Erdélybe, hogy Kahlenberg megkérje Erzsi kezét. De a férfi látogatta a lányt, amíg az apa üzleti ügyei miatt távol volt. Sőt ekkor az ezredesné még egy estélyt is rendezett.
Közben Radnóthy megtudta, hogy fia haldoklik, ezért pénzt küldött neki és elkezdte megírni végrendeletét. Amiben leírta, hogy az anyai részből semmi sem maradt. A saját vagyonát, pedig fiára hagyja, Erzsi pedig csak akkor kap a pénzből, ha tíz éven belül férjhez megy, de nem a kapitányhoz, hanem magyar férfihez. Ez nem tetszett a két nőnek és az ezredesné magára vállalta a lányt és köszönés nélkül haza mentek Bécsbe. István a szolga mindezek után rossz hírt hozott: Géza meghalt. Az ügyvédtől is jött egy levél, miszerint Radnóthynak betegnek kell tettetnie magát, akkor nem csukhatják le.
Radnóthy ezek után nem akart látni senkit, csak Istvánt tűrte meg maga mellett. Ahogy teltek a napok Radnóthy egyre beszédesebbé vált és Istvánt már barátjaként tisztelte. Csak ketten maradtak egymásnak. De István télen meghalt és a kis Mányit kéri meg, hogy vigyázzon az urára. Mányi nem tudta úgy gondozni őt, mint hűséges barátja. Radnóthy a teljes egyedüllétben halt meg végül. Halála napján, pedig perei is eldőltek, kedvezően. Mindent visszaítéltek a családnak. Végrendelete körül újabb perek indultak. Hiszen Géza halála esetén a főiskolára hagyta a vagyonát. De a kapitány, mint Erzsi férje érvénytelenítette a végrendeletet és megszerezte az udvarházat. Az új gazda reformálni akarta a birtokot. Ha nem kapott volna még egy örökséget az ezredesné halálával, akkor csődbe ment volna. De így folytathatta tervét.
|  | Itt a vége a cselekmény részletezésének! |

## Fontosabb szereplők
- Radnóthy Elek:a főszereplő, alispán
- Erzsi:Radnóthy lánya, Bécsben él a nagynénjével
- Géza:Radnóthy fia , magyar hadseregben szolgált, Milánóban tartózkodik
- István: Radnóthy szolgája, szinte egyetlen barátja
- Sánta Mányi: nyomorék árva lány, Radnóthy szolgálója
- Ezredesné: Radnóthy sógornője, a gyerekek nagynénje, Bécsben él
- Kahlenberger kapitány: Erzsi kérője Bécsből

## Párhuzam más művekkel
Több  művel párhuzamba állítható ez a kisregény, mégpedig az elidegenedés szempontjából. Az első ilyen mű az 1854-es Toldi estéje. Toldi fiatal énje még összhangban volt azzal a korral, amelyben élt. De idős korában az alkalmazkodáshoz egész lényét kellett volna megváltoztatnia. Itt leginkább az öregedés miatt történik az elidegenedés. Gárdonyi Géza Öreg tekintetesében az öregség az elidegenedés hordozója, akárcsak a Toldiban. A Beszterce ostroma és a Don Quijote együtt említendő ebből a szempontból.  A múltban élés és a jelen korral vívott harc a régi udvarházban is megjelenik.

## Az elidegenedés szerepe a kisregényben
Dávidházi Péter szerint az elidegenedés a központi témája a műnek. Az egyik a személyes, egyéni elidegenedés. Aminek a legfőbb kiváltó oka az öregség illetve a gyors történelmi változás. Radnóthy belesimult egy jól megszokott korba. Otthon érezte magát benne. Az egész egyénisége ez által szerveződött, de hirtelen változásokkal eltűnt a megszokott rend az életéből. Alig ismer rá udvarházára, de udvarháza sem ismeri meg őt. Mind a ketten lepusztultak. A kettő párhuzamba hozható egymással. De ugyanez történt lányával is. A szülő nem ismeri meg gyermekét, a gyermek nem ismeri meg apját.  Az idős Radnóthy a mű során egyre többször kerül szembe a világgal, az új világgal. Ezt mutatják sokasodó perei is. Ezt még tetézi, hogy lánya és az ezredesné is az új életformát reprezentálják. Németül beszélnek, amit ő nem ért. Németül kell hivatalos levelet is írnia, amit ugyancsak nem tud megoldani. Ezért rengeteget hánykódott a jelen és a múlt között. Csak szolgáival tudott beszélni a régi időről, ahová visszavágyott. A haza is megváltozott. Eltűnt a rendi Magyarország és ezzel az ő kora. Eltűnt mindene, a vagyona és a címe is. Idegennek érzi magát otthonában.
Egy másik olvasat szerint az udvarházat az egész magyar nemzetre is érthetjük Gyulai felfogásában az egyéni sors a nemzetnek van alárendelve. A haza is úgy pusztul le a forradalom után, akárcsak az udvarház és Radnóthy.
Az elidegenedés ellenére nem magányosodik el a főhős teljesen. István sorstársa lesz az urának. Így mindig meg tudja osztani gondolatait barátjával. Nincsen teljesen elszigetelve. Istvánnal, hű szolgájával fokozatosan átalakul a kapcsolatuk. A férfi szolgából baráttá válik. Ahogy Radnóthy a halál felé közelít, változik. Ledobja önmagáról a társadalom által ráerőltetett szerepet. Ez a szerep, a gazda szerepe. És így lehet barátja Istvánnak.

## Hangulati elemek a műben
A régi udvarház utolsó gazdája sok filozofikummal van telítve, de mégsem egy filozofáló regény. A filozofikumot formai elemek oldják.
Három nagy ilyen hangulati elem van a regényben: 
- a rokonszenv
- az irónia
- a megrendültség

Ezek nincsenek elkülönülve, mindig jelen vannak, csak más hangsúllyal.
A rokonszenv a hazatérő, gyenge Radnóthynak szól, aki elvesztette a feleségét és a régi életét. Megváltoztak körülötte a törvények és ezekbe nem tud bele illeszkedni..
Az irónia akkor tör ki igazán, amikor megpróbálja visszaállítani a régi világot. S az olvasó tudja, hogy ez egy lehetetlen feladat. Egy ironikus jelenet például, amikor cselédjeivel harcba indul a kertész ellen. Ezen a ponthoz lehet Don Quijote-hez kapcsolni.
A megrendültség nem csak a regény legvégén tör fel, hanem az egész műben megjelenik, átjárja azt. De az utolsó fejezetben kerül előtérbe.